# ويلهلم فون بيسمارك
ويلهلم فون بيسمارك (بالألمانية: Wilhelm von Bismarck)‏ (و. 1852 – 1901 م) هو قانوني، وسياسي ألماني، ولد في فرانكفورت، توفي عن عمر يناهز 49 عاماً، بسبب التهاب البريتون.

## مناصب
تولى منصب عضو مجلس النواب الألماني للإمبراطورية الألمانية
- عضو مجلس النواب البروسي

.